# Bathyconchoecia latirostris
Bathyconchoecia latirostris är en kräftdjursart som beskrevs av Poulsen 1972. Bathyconchoecia latirostris ingår i släktet Bathyconchoecia och familjen Halocyprididae. Inga underarter finns listade.